# Turning the Tables (film 1903)
Turning the Tables è un cortometraggio muto del 1903, diretto da Edwin S. Porter.
Brevi filmati che ritraevano gruppi di bambini furono da subito molto popolari. Ma il pubblico non si accontentava più di una situazione, voleva una storia e una storia sempre più elaborata e con elementi di sorpresa. Qui la trama sembra ricalcare inizialmente quella di altri filmati come East Side Urchins Bathing in a Fountain (1903), ma prende poi una piega comica del tutto inaspettata, che pone il filmato più sul filone dei "bambini dispettosi" che in quello delle pellicole semi-documentarie di vita quotidiana.

## Trama
Un gruppo di bambini fa il bagno in uno stagno dove la balneazione è proibita. Un poliziotto appare all'improvviso. I bambini escono dall'acqua ma non fanno in tempo a scappare. Nella confusione che ne segue il poliziotto stesso è sospinto nell'acqua. A questo punto i ragazzi riprendono i loro vestiti e si danno alla fuga vanamente inseguiti dal poliziotto.

## Produzione
Il film fu prodotto dalla Edison Manufacturing Company. Le riprese furono effettuate nell'estate 1903 a Wilmington (New York).

## Distribuzione
Il film fu distribuito dalla Edison Manufacturing Company il primo settembre 1903.